# Деветнадесета македонска ударна бригада
Деветнадесета македонска ударна бригада (с неофициално име Гоце Делчев) е комунистическа партизанска единица във Вардарска Македония, участвала в така наречената Народоосвободителна войска на Македония.
Създадена е на 10 октомври 1944 година в село Лаки в планината Плачковица. Състои се от бойци от бригада Гоце Делчев, части от тринадесета македонска ударна бригада и нови бойци. Бригадата е в рамките на петдесета македонска дивизия на НОВЮ. На 13 ноември 1944 година числеността и достига до 1144 бойци, а на 25 ноември до 1429 души. Районът на действие на бригадата е по направленията Щип-Радовиш и Щип-Кочани. Участва в боеве срещу силите на Бали Комбетар, а на 19 ноември освобождава Тетово. На 6 декември 1944 година бригадата е разформирована и главната част от нея влиза в рамките на Четиринадесета македонска младежка ударна бригада „Димитър Влахов“.

## Състав[2]
- Благой Левков – командир
- Боро Симеонов – политически комисар
- Вукашин – Шоч – политически комисар
- Трайко Ставрев – заместник-политически комисар
- Петре Николов – началник-щаб